# 5 (televisiezender)
5, Channel 5, Channel Five of Five is een televisiezender die in 1997 werd gelanceerd als Channel 5. 5 was de vijfde analoge zender met nationale reikwijdte in het Verenigd Koninkrijk.
Channel 5 begon vooral met goedkoop te produceren pornografische en andere programma's. Na de verandering van de naam "Channel 5" in "Five" in 2002 en dankzij een verbeterd imago, wist de zender echter gestaag een groter marktaandeel te verwerven. Er werden meer realityprogramma's en duurdere dramashows uit de Verenigde Staten aangekocht. In 2011 werd de naam terugveranderd in Channel 5. Op 12 maart 2025 werd de naam gewijzigd naar 5.
5 is onderdeel van Channel 5 Broadcasting Limited, dat sinds 2014 voor 100% eigendom van Viacom International Media Networks is. Tussen 2005 en 2011 was de zender eigendom van de RTL Group. Op 25 juli 2010 werd bekendgemaakt dat RTL voor een bedrag van 125 miljoen euro de zender 5 had verkocht aan Richard Desmond, eigenaar van Northern & Shell. Op 1 mei 2014 werd de zender doorverkocht aan Viacom International Media Networks.
In 2006 lanceerde 5 twee extra digitale kanalen: Five Life (later bekend als 5* en nu als 5Star), dat zich voornamelijk op jonge vrouwen richt, en Five US (nu bekend als 5 USA), dat naast Amerikaanse hitseries als CSI: Crime Scene Investigation en Prison Break ook eigen producties uitzendt met de Verenigde Staten als thema.